# Sovietul Unit al Sindicatelor Muncitorești
Sovietul Unit al Sindicatelor Muncitorești, cunoscut și sub denumirea de Sovietul Unit al Colectivelor Muncitorești sau Consiliul Colectivelor Unificate de Muncă (în rusă Объединённый Совет трудовых коллективов, acronim OSTK) este o organizație separatistă, care a fost principala forță ce a contribuit la proclamarea independenței Transnistriei față de Republica Moldova.

## Istoric
Apariția OSTK a fost în contextul destrămării URSS. În timp ce în RSS Moldovenească creștea în popularitate ideea de independență și chiar o posibilă unire cu România, în estul Moldovei, unde trăiau muncitori rusofoni veniți din celelalte republici unionale și care considerau că patria lor e Uniunea Sovietică, această idee nu a fost primită bine. Muncitorii s-au organizat pentru a preveni naționalismul care tot creștea în restul Moldovei.
După ce a apărut prin presă zvonul că autoritățile de la Chișinău vor să proclame limba moldovenească (română) cu alfabet latin drept singura limbă oficială, muncitorii din stânga Nistrului s-au organizat și, pe 11 august 1989, au fondat OSTK, sub conducerea lui Boris Ștefan, un șef de atelier de la fabrica Electromash.
OSTK a început să organizeze greve și să se extindă în întreaga Moldovă sovietică, ca o contrapondere la Frontul Popular din Moldova. Pe 22 septembrie, la doar o lună de la fondare, atrăsese muncitori din peste 200 de fabrici într-o campanie de greve. La începutul lunii septembrie, peste 100 de mii de muncitori au participat în greve. 
Grevele au fost ignorate, deoarece, în Chișinău, erau demonstrații cu aproximativ jumătate de milion de demonstranți care cereau adoptarea limbii române. Din acest motiv, reprezentanții OSTK au hotărât să participe la alegerile ce urmau în RSS Moldovenească. Reprezentanții OSTK au câștigat alegerile în raioanele din stânga Nistrului. În Tiraspol, candidatul OSTK Igor Smirnov l-a învins pe candidatul PCUS pentru funcția de președinte al sovietului local. Candidații OSTK aleși în Sovietul Suprem al RSS Moldovenești au fost însă insuficienți pentru a afecta semnificativ legislația.
Puterea OSTK a atins apogeul la sfârșitul anului 1989 și începutul anului 1990, când a controla întreprinderile industriale din stânga Nistrului. Odată ce simpatizanții OSTK au reușit să preia controlul asupra instituțiilor guvernamentale, acestea s-au dovedit a fi instrumente mult mai utile pentru a-și atinge obiectivele secesioniste. 
OSTK este activ și astăzi ca organizație civico-socială. 